# Список астероїдів (2001—2100)
| Назва                                   | Тимчасове позначення | Дата відкриття    | Місце відкриття                            | Відкривач                                              |
| --------------------------------------- | -------------------- | ----------------- | ------------------------------------------ | ------------------------------------------------------ |
| 2001 Ейнштейн (Einstein)                | 1973 EB              | 5 березня 1973    | Ціммервальдська обсерваторія               | Пауль Вільд                                            |
| 2002 Ейлер (Euler)                      | 1973 QQ1             | 29 серпня 1973    | КрАО                                       | Смирнова Тамара Михайлівна                             |
| 2003 Гардінг (Harding)                  | 6559 P-L             | 24 вересня 1960   | Паломарська обсерваторія                   | К. Й. ван Гаутен, І. ван Гаутен-Ґроневельд, Т. Герельс |
| 2004 Лексель (Lexell)                   | 1973 SV2             | 22 вересня 1973   | КрАО                                       | Черних Микола Степанович                               |
| 2005 Генке (Hencke)                     | 1973 RA              | 2 вересня 1973    | Ціммервальдська обсерваторія               | Пауль Вільд                                            |
| 2006 Полонська (Polonskaya)             | 1973 SB3             | 22 вересня 1973   | КрАО                                       | Черних Микола Степанович                               |
| 2007 МакКаскі (McCuskey)                | 1963 SQ              | 22 вересня 1963   | Обсерваторія Ґете Лінка                    | Університет Індіани                                    |
| 2008 Конституція (Konstitutsiya)        | 1973 SV4             | 27 вересня 1973   | КрАО                                       | Черних Людмила Іванівна                                |
| 2009 Волошина (Voloshina)               | 1968 UL              | 22 жовтня 1968    | КрАО                                       | Смирнова Тамара Михайлівна                             |
| 2010 Чебишов (Chebyshev)                | 1969 TL4             | 13 жовтня 1969    | КрАО                                       | Б. Бурнашова                                           |
| 2011 Ветеранія (Veteraniya)             | 1970 QB1             | 30 серпня 1970    | КрАО                                       | Смирнова Тамара Михайлівна                             |
| 2012 Ґо Шоуцзін (Guo Shou-Jing)         | 1964 TE2             | 9 жовтня 1964     | Обсерваторія Цзицзіньшань                  | Обсерваторія Червона Гора                              |
| 2013 Тукапель (Tucapel)                 | 1971 UH4             | 22 жовтня 1971    | Астрономічна станція Серро Ель Робле       | Обсерваторія Серро Ель Робле                           |
| 2014 Василевскіс (Vasilevskis)          | 1973 JA              | 2 травня 1973     | Обсерваторія Лік                           | А. Р. Клемола                                          |
| 2015 Качуєвська (Kachuevskaya)          | 1972 RA3             | 4 вересня 1972    | КрАО                                       | Журавльова Людмила Василівна                           |
| 2016 Гайнеманн (Heinemann)              | 1938 SE              | 18 вересня 1938   | Обсерваторія Гейдельберг-Кеніґштуль        | Альфред Борман                                         |
| 2017 Вессон (Wesson)                    | A903 SC              | 20 вересня 1903   | Обсерваторія Гейдельберг-Кеніґштуль        | Макс Вольф                                             |
| 2018 Шустер (Schuster)                  | 1931 UC              | 17 жовтня 1931    | Обсерваторія Гейдельберг-Кеніґштуль        | К. В. Райнмут                                          |
| 2019 Ван Альбада (van Albada)           | 1935 SX1             | 28 вересня 1935   | Республіканська обсерваторія Йоганнесбурга | Гендрік ван Ґент                                       |
| 2020 Укко (Ukko)                        | 1936 FR              | 18 березня 1936   | Турку                                      | Ірйо Вяйсяля                                           |
| 2021 Пуанкаре (Poincare)                | 1936 MA              | 26 червня 1936    | Алжирська обсерваторія                     | Луї Буаєр                                              |
| 2022 Вест (West)                        | 1938 CK              | 7 лютого 1938     | Обсерваторія Гейдельберг-Кеніґштуль        | К. В. Райнмут                                          |
| 2023 Асаф (Asaph)                       | 1952 SA              | 16 вересня 1952   | Обсерваторія Ґете Лінка                    | Університет Індіани                                    |
| 2024 Маклафлін (McLaughlin)             | 1952 UR              | 23 жовтня 1952    | Обсерваторія Ґете Лінка                    | Університет Індіани                                    |
| 2025 Нортія (Nortia)                    | 1953 LG              | 6 червня 1953     | Республіканська обсерваторія Йоганнесбурга | Джозеф Чармс                                           |
| 2026 Коттрелл (Cottrell)                | 1955 FF              | 30 березня 1955   | Обсерваторія Ґете Лінка                    | Університет Індіани                                    |
| 2027 Шень Го (Shen Guo)                 | 1964 VR1             | 9 листопада 1964  | Обсерваторія Цзицзіньшань                  | Обсерваторія Червона Гора                              |
| 2028 Ханекео (Janequeo)                 | 1968 OB1             | 18 липня 1968     | Астрономічна станція Серро Ель Робле       | Карлос Торрес, С. Кофре                                |
| 2029 Біном (Binomi)                     | 1969 RB              | 11 вересня 1969   | Ціммервальдська обсерваторія               | Пауль Вільд                                            |
| 2030 Бєляєв (Belyaev)                   | 1969 TA2             | 8 жовтня 1969     | КрАО                                       | Черних Людмила Іванівна                                |
| 2031 BAM                                | 1969 TG2             | 8 жовтня 1969     | КрАО                                       | Черних Людмила Іванівна                                |
| 2032 Етель (Ethel)                      | 1970 OH              | 30 липня 1970     | КрАО                                       | Смирнова Тамара Михайлівна                             |
| 2033 Базель (Basilea)                   | 1973 CA              | 6 лютого 1973     | Ціммервальдська обсерваторія               | Пауль Вільд                                            |
| 2034 Бернуллі (Bernoulli)               | 1973 EE              | 5 березня 1973    | Ціммервальдська обсерваторія               | Пауль Вільд                                            |
| 2035 Stearns                            | 1973 SC              | 21 вересня 1973   | Астрономічний комплекс Ель-Леонсіто        | Джеймс Ґібсон                                          |
| 2036 Шерагул (Sheragul)                 | 1973 SY2             | 22 вересня 1973   | КрАО                                       | Черних Микола Степанович                               |
| 2037 Tripaxeptalis                      | 1973 UB              | 25 жовтня 1973    | Ціммервальдська обсерваторія               | Пауль Вільд                                            |
| 2038 Бістро (Bistro)                    | 1973 WF              | 24 листопада 1973 | Ціммервальдська обсерваторія               | Пауль Вільд                                            |
| 2039 Пейн-Гапошкіна (Payne-Gaposchkin)  | 1974 CA              | 14 лютого 1974    | Гарвардська обсерваторія                   | Гарвардська обсерваторія                               |
| 2040 Шалонж (Chalonge)                  | 1974 HA              | 19 квітня 1974    | Ціммервальдська обсерваторія               | Пауль Вільд                                            |
| 2041 Ланцелот (Lancelot)                | 2523 P-L             | 24 вересня 1960   | Паломарська обсерваторія                   | К. Й. ван Гаутен, І. ван Гаутен-Ґроневельд, Т. Герельс |
| 2042 Сітарські (Sitarski)               | 4633 P-L             | 24 вересня 1960   | Паломарська обсерваторія                   | К. Й. ван Гаутен, І. ван Гаутен-Ґроневельд, Т. Герельс |
| 2043 Ортутай (Ortutay)                  | 1936 TH              | 12 листопада 1936 | Обсерваторія Конколь                       | Дєрдь Кулін                                            |
| 2044 Wirt                               | 1950 VE              | 8 листопада 1950  | Обсерваторія Лік                           | Карл Альвар Віртанен                                   |
| 2045 Пекін (Peking)                     | 1964 TB1             | 8 жовтня 1964     | Обсерваторія Цзицзіньшань                  | Обсерваторія Червона Гора                              |
| 2046 Ленінград (Leningrad)              | 1968 UD1             | 22 жовтня 1968    | КрАО                                       | Смирнова Тамара Михайлівна                             |
| 2047 Сметана (Smetana)                  | 1971 UA1             | 26 жовтня 1971    | Гамбурзька обсерваторія                    | Любош Когоутек                                         |
| 2048 Дворнік (Dwornik)                  | 1973 QA              | 27 серпня 1973    | Паломарська обсерваторія                   | Е. Гелін                                               |
| 2049 Грітьє (Grietje)                   | 1973 SH              | 29 вересня 1973   | Паломарська обсерваторія                   | Т. Герельс                                             |
| 2050 Франціс (Francis)                  | 1974 KA              | 28 травня 1974    | Паломарська обсерваторія                   | Е. Гелін                                               |
| 2051 Чан (Chang)                        | 1976 UC              | 23 жовтня 1976    | Гарвардська обсерваторія                   | Гарвардська обсерваторія                               |
| 2052 Тамріко (Tamriko)                  | 1976 UN              | 24 жовтня 1976    | Обсерваторія Ла-Сілья                      | Річард Вест                                            |
| 2053 Нукі (Nuki)                        | 1976 UO              | 24 жовтня 1976    | Обсерваторія Ла-Сілья                      | Річард Вест                                            |
| 2054 Ґавейн (Gawain)                    | 4097 P-L             | 24 вересня 1960   | Паломарська обсерваторія                   | К. Й. ван Гаутен, І. ван Гаутен-Ґроневельд, Т. Герельс |
| 2055 Дворжак (Dvorak)                   | 1974 DB              | 19 лютого 1974    | Гамбурзька обсерваторія                    | Любош Когоутек                                         |
| 2056 Ненсі (Nancy)                      | A909 TB              | 15 жовтня 1909    | Обсерваторія Гейдельберг-Кеніґштуль        | Джозеф Гелффріх                                        |
| 2057 Роземарі (Rosemary)                | 1934 RQ              | 7 вересня 1934    | Обсерваторія Гейдельберг-Кеніґштуль        | К. В. Райнмут                                          |
| 2058 Рока (Roka)                        | 1938 BH              | 22 січня 1938     | Обсерваторія Конколь                       | Дєрдь Кулін                                            |
| 2059 Бабоківарі (Baboquivari)           | 1963 UA              | 16 жовтня 1963    | Обсерваторія Ґете Лінка                    | Університет Індіани                                    |
| 2060 Хірон (Chiron)                     | 1977 UB              | 18 жовтня 1977    | Паломарська обсерваторія                   | Чарльз Коваль                                          |
| 2061 Anza                               | 1960 UA              | 22 жовтня 1960    | Ловеллівська обсерваторія                  | Г. Л. Джіклас                                          |
| 2062 Атон (Aten)                        | 1976 AA              | 7 січня 1976      | Паломарська обсерваторія                   | Е. Гелін                                               |
| 2063 Бахус (Bacchus)                    | 1977 HB              | 24 квітня 1977    | Паломарська обсерваторія                   | Чарльз Коваль                                          |
| 2064 Thomsen                            | 1942 RQ              | 8 вересня 1942    | Турку                                      | Люсі Отерма                                            |
| 2065 Спайсер (Spicer)                   | 1959 RN              | 9 вересня 1959    | Обсерваторія Ґете Лінка                    | Університет Індіани                                    |
| 2066 Палала (Palala)                    | 1934 LB              | 4 червня 1934     | Республіканська обсерваторія Йоганнесбурга | Сиріл Джексон                                          |
| 2067 Акснес (Aksnes)                    | 1936 DD              | 23 лютого 1936    | Турку                                      | Ірйо Вяйсяля                                           |
| 2068 Денґрін (Dangreen)                 | 1948 AD              | 8 січня 1948      | Обсерваторія Ніцци                         | Марґеріт Ложьє                                         |
| 2069 Габбл (Hubble)                     | 1955 FT              | 29 березня 1955   | Обсерваторія Ґете Лінка                    | Університет Індіани                                    |
| 2070 Х'юмасон (Humason)                 | 1964 TQ              | 14 жовтня 1964    | Обсерваторія Ґете Лінка                    | Університет Індіани                                    |
| 2071 Nadezhda                           | 1971 QS              | 18 серпня 1971    | КрАО                                       | Смирнова Тамара Михайлівна                             |
| 2072 Космодем'янська (Kosmodemyanskaya) | 1973 QE2             | 31 серпня 1973    | КрАО                                       | Смирнова Тамара Михайлівна                             |
| 2073 Яначек (Janacek)                   | 1974 DK              | 19 лютого 1974    | Гамбурзька обсерваторія                    | Любош Когоутек                                         |
| 2074 Shoemaker                          | 1974 UA              | 17 жовтня 1974    | Паломарська обсерваторія                   | Е. Гелін                                               |
| 2075 Мартінез (Martinez)                | 1974 VA              | 9 листопада 1974  | Астрономічний комплекс Ель-Леонсіто        | Обсерваторія Фелікса Аґілара                           |
| 2076 Левін (Levin)                      | 1974 WA              | 16 листопада 1974 | Гарвардська обсерваторія                   | Гарвардська обсерваторія                               |
| 2077 Цзянсу (Kiangsu)                   | 1974 YA              | 18 грудня 1974    | Обсерваторія Цзицзіньшань                  | Обсерваторія Червона Гора                              |
| 2078 Нанкін (Nanking)                   | 1975 AD              | 12 січня 1975     | Обсерваторія Цзицзіньшань                  | Обсерваторія Червона Гора                              |
| 2079 Яккія (Jacchia)                    | 1976 DB              | 23 лютого 1976    | Гарвардська обсерваторія                   | Гарвардська обсерваторія                               |
| 2080 Їглава (Jihlava)                   | 1976 DG              | 27 лютого 1976    | Ціммервальдська обсерваторія               | Пауль Вільд                                            |
| 2081 Сазава (Sazava)                    | 1976 DH              | 27 лютого 1976    | Ціммервальдська обсерваторія               | Пауль Вільд                                            |
| 2082 Ґалагад (Galahad)                  | 7588 P-L             | 17 жовтня 1960    | Паломарська обсерваторія                   | К. Й. ван Гаутен, І. ван Гаутен-Ґроневельд, Т. Герельс |
| 2083 Смітер (Smither)                   | 1973 WB              | 29 листопада 1973 | Паломарська обсерваторія                   | Е. Гелін                                               |
| 2084 Окаяма (Okayama)                   | 1935 CK              | 7 лютого 1935     | Королівська обсерваторія Бельгії           | Сильвен Арен                                           |
| 2085 Хенань (Henan)                     | 1965 YA              | 20 грудня 1965    | Обсерваторія Цзицзіньшань                  | Обсерваторія Червона Гора                              |
| 2086 Ньюелл (Newell)                    | 1966 BC              | 20 січня 1966     | Обсерваторія Ґете Лінка                    | Університет Індіани                                    |
| 2087 Кочера (Kochera)                   | 1975 YC              | 28 грудня 1975    | Ціммервальдська обсерваторія               | Пауль Вільд                                            |
| 2088 Салія (Sahlia)                     | 1976 DJ              | 27 лютого 1976    | Ціммервальдська обсерваторія               | Пауль Вільд                                            |
| 2089 Сетасея (Cetacea)                  | 1977 VF              | 9 листопада 1977  | Станція Андерсон-Меса                      | Норман Томас                                           |
| 2090 Мізухо (Mizuho)                    | 1978 EA              | 12 березня 1978   | Станція JCPM Якіїмо                        | Такеші Урата                                           |
| 2091 Сампо (Sampo)                      | 1941 HO              | 26 квітня 1941    | Турку                                      | Ірйо Вяйсяля                                           |
| 2092 Суміана (Sumiana)                  | 1969 UP              | 16 жовтня 1969    | КрАО                                       | Черних Людмила Іванівна                                |
| 2093 Генічеськ (Genichesk)              | 1971 HX              | 28 квітня 1971    | КрАО                                       | Смирнова Тамара Михайлівна                             |
| 2094 Магнітка (Magnitka)                | 1971 TC2             | 12 жовтня 1971    | КрАО                                       | КрАО                                                   |
| 2095 Парсіфаль (Parsifal)               | 6036 P-L             | 24 вересня 1960   | Паломарська обсерваторія                   | К. Й. ван Гаутен, І. ван Гаутен-Ґроневельд, Т. Герельс |
| 2096 Вайно (Vaino)                      | 1939 UC              | 18 жовтня 1939    | Турку                                      | Ірйо Вяйсяля                                           |
| 2097 Ґалле (Galle)                      | 1953 PV              | 11 серпня 1953    | Обсерваторія Гейдельберг-Кеніґштуль        | К. В. Райнмут                                          |
| 2098 Зискін (Zyskin)                    | 1972 QE              | 18 серпня 1972    | КрАО                                       | Журавльова Людмила Василівна                           |
| 2099 Opik                               | 1977 VB              | 8 листопада 1977  | Паломарська обсерваторія                   | Е. Гелін                                               |
| 2100 Ra-Shalom                          | 1978 RA              | 10 вересня 1978   | Паломарська обсерваторія                   | Е. Гелін                                               |

| Астероїди 1—10000 → |           |           |           |           |           |           |           |           |            |
| 1—100               | 1001—1100 | 2001—2100 | 3001—3100 | 4001—4100 | 5001—5100 | 6001—6100 | 7001—7100 | 8001—8100 | 9001—9100  |
| 101—200             | 1101—1200 | 2101—2200 | 3101—3200 | 4101—4200 | 5101—5200 | 6101—6200 | 7101—7200 | 8101—8200 | 9101—9200  |
| 201—300             | 1201—1300 | 2201—2300 | 3201—3300 | 4201—4300 | 5201—5300 | 6201—6300 | 7201—7300 | 8201—8300 | 9201—9300  |
| 301—400             | 1301—1400 | 2301—2400 | 3301—3400 | 4301—4400 | 5301—5400 | 6301—6400 | 7301—7400 | 8301—8400 | 9301—9400  |
| 401—500             | 1401—1500 | 2401—2500 | 3401—3500 | 4401—4500 | 5401—5500 | 6401—6500 | 7401—7500 | 8401—8500 | 9401—9500  |
| 501—600             | 1501—1600 | 2501—2600 | 3501—3600 | 4501—4600 | 5501—5600 | 6501—6600 | 7501—7600 | 8501—8600 | 9501—9600  |
| 601—700             | 1601—1700 | 2601—2700 | 3601—3700 | 4601—4700 | 5601—5700 | 6601—6700 | 7601—7700 | 8601—8700 | 9601—9700  |
| 701—800             | 1701—1800 | 2701—2800 | 3701—3800 | 4701—4800 | 5701—5800 | 6701—6800 | 7701—7800 | 8701—8800 | 9701—9800  |
| 801—900             | 1801—1900 | 2801—2900 | 3801—3900 | 4801—4900 | 5801—5900 | 6801—6900 | 7801—7900 | 8801—8900 | 9801—9900  |
| 901—1000            | 1901—2000 | 2901—3000 | 3901—4000 | 4901—5000 | 5901—6000 | 6901—7000 | 7901—8000 | 8901—9000 | 9901—10000 |